# Слізно
Слізно (пол. Ślizno, нім. Julienhof) — село в Польщі, у гміні Каліш-Поморський Дравського повіту Західнопоморського воєводства.
У 1975-1998 роках село належало до Кошалінського воєводства.